# Östbengalen
Östbengalen var åren 1947-1955 den östra delen av Pakistan, och uppstod i och med Bengalens delning 1947. Östbengalen blev den 14 oktober 1955 Östpakistan, samtidigt som de västpakistanska provinserna enades. I dag utgörs området sedan 1971 av Bangladesh.

### Fotnoter
1. ↑  ”West Pakistan Established as One Unit” (på engelska). Story of Pakistan. Arkiverad från originalet den 8 mars 2016. https://web.archive.org/web/20160308125651/http://storyofpakistan.com/west-pakistan-established-as-one-unit/2. Läst 4 januari 2016.
2. ↑  ”Bangladesh” (på engelska). World Statesmen. http://www.worldstatesmen.org/Bangladesh.html. Läst 4 januari 2016.